# Khassín
Khassín (en rus: Хасын) és un poble (possiólok) de l'óblast de Magadan, a Rússia, que el 2015 tenia 442 habitants.